# Pietracuta
Pietracuta è una frazione del comune di San Leo in provincia di Rimini, posto lungo la Via Marecchiese a circa venti chilometri dal capoluogo provinciale.

## Storia e luoghi d'interesse
L'attuale centro abitato è stato costruito da poche decine di anni mentre la più antica comunità si trovava a monte, dove resta l'interessante convento di San Domenico, abbandonato dal 1812 ed ora in via di recupero per ospitare il centro di studi e ricerche Pharos dedito alla filosofia, l'arte e la scienza.
Sulla rupe si ergono anche i resti della Rocca di Pietracuta, un tempo detta di Pietragùdola, è ricordata dal 962, quando l'Imperatore Ottone I la donò, con altri possessi, a Ulderico di Carpegna.
Fu rifatta da Francesco di Giorgio Martini, per ordine di Federico da Montefeltro; nel 1462-1463, quando questi era in guerra con Sigismondo Malatesta, servì d'asilo alla duchessa Battista Sforza. Più tardi appartenne per circa settant'anni, alla Repubblica di San Marino ma poi volle ritornare sotto la giurisdizione di San Leo.
In seguito a un referendum tenutosi nel 2006 Pietracuta si è distaccata  dalle Marche per entrare a far parte, dal 15 agosto 2009, dell'Emilia-Romagna.